# Schloss Kostelec nad Černými lesy

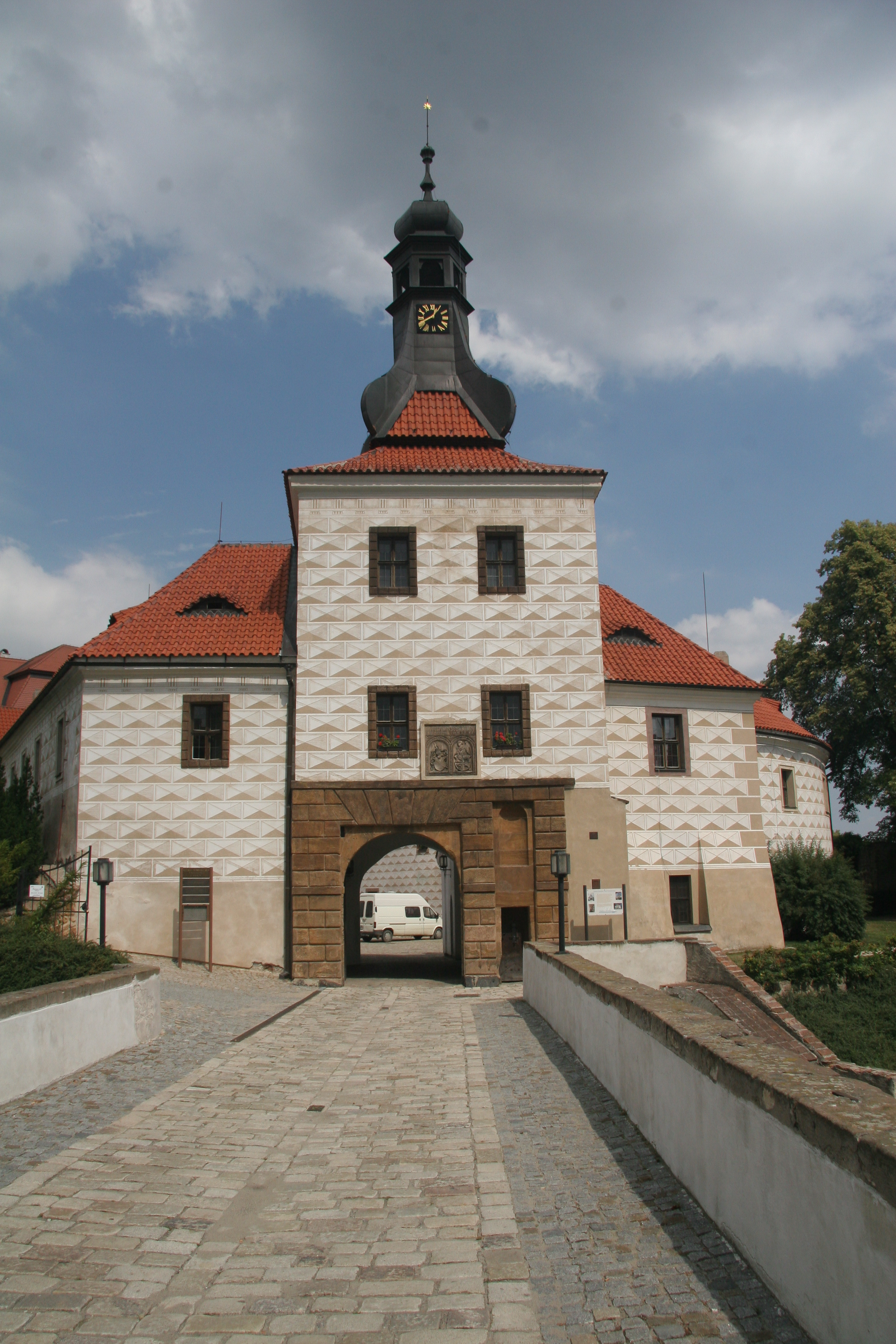
Schloss Kostelec nad Černými lesy

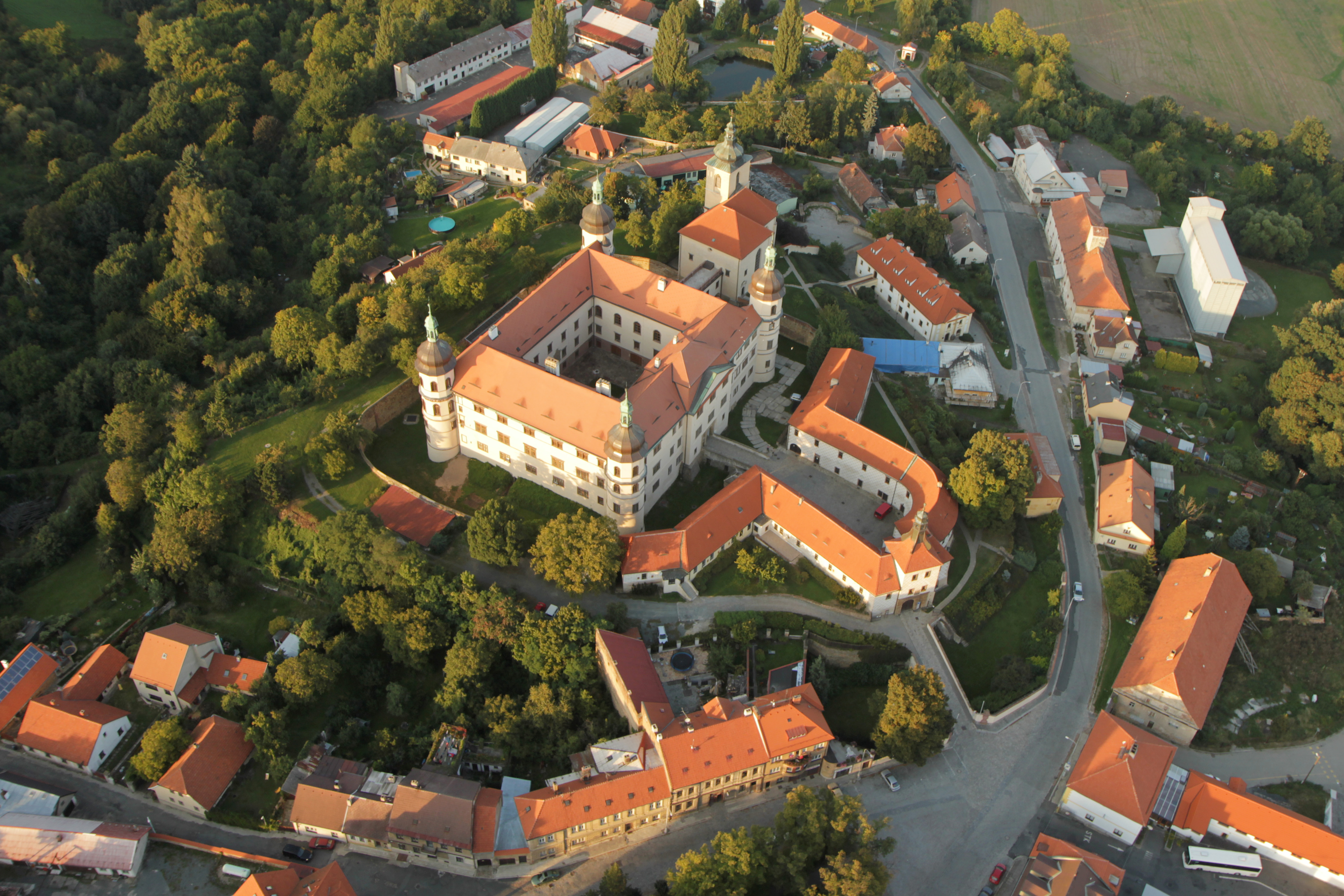
Luftbild

Das Schloss Kostelec nad Černými lesy (bis 1920: Černý Kostelec; deutsch: Schwarzkosteletz) in der gleichnamigen Stadt Kostelec im Bezirk Prag-Ost gehört zur Mittelböhmischen Region.

## Geschichte
Die Burg Schwarzkosteletz wurde erstmals 1348 erwähnt, obwohl das Gebiet bereits in der 1. Hälfte des 13. Jahrhunderts durch Kolonisten besiedelt wurde. In diesem Jahr stimmte Markgraf Johann Heinrich, ein Bruder des Kaisers Karl IV. einem von seinem Vater Johann von Luxemburg im 1. Viertel des 14. Jahrhunderts geschlossenen Vertrag zu, mit dem die Herrschaft und die Burg „Costelicz in Nygra Sylva“ mit der Burg Nachod getauscht werden sollten. Erster bekannter nichtköniglicher Besitzer von Schwarzkosteletz war demnach Ješek von Náchod. Dessen Söhne verkauften Burg und Herrschaft Schwarzkosteletz an Johannes Sekretarius, von dem es 1492 die Herren Slavata von Chlum und Koschumberg erwarben. Da Dionys (Diviš) Slawata, verstorben 1575, am böhmischen Ständeaufstand von 1547 teilgenommen hatte, wurden dessen Besitzungen vom böhmischen König Ferdinand I. konfisziert.
Nachdem die Burg 1548 teilweise von einem Brand vernichtet worden war, veranlasste König Ferdinand I. deren Umbau zu einem Renaissanceschloss. Der Umbau erfolgte nach Plänen der Baumeister Hans Tirol und Ulrico Aostalli.
1558 erwarb Jaroslav Smiřický von Smiřice Schwarzkosteletz, der das Schloss zum Stammsitz seiner Familie bestimmte und die Umbauten des Schlosses zu einer repräsentativen Anlage fortsetze. Als 1621 nach der Schlacht am Weißen Berg sämtliche Besitzungen der evangelisch-lutherischen Smiřický von Smiřice durch Kaiser Ferdinand II. konfisziert wurden, erhielt Albrecht von Wallenstein Schwarzkosteletz. Er verkaufte es 1623 an Karl I. von Liechtenstein. Unter den Liechtenstein wurde das Schloss ab 1759 von Herzogin Maria Theresia von Savoyen-Liechtenstein nach Plänen des Tiroler Baumeisters Josef Jäger im Stil des Barock umgestaltet. Das Schloss war ihr Wohnsitz und sie unterhielt dort einen Hofstaat.
Nach Aufhebung der Grundherrschaft mit dem  Ende der Erbuntertänigkeit war ein Teil des Schlosses ab 1850 Sitz des Bezirksgerichts und Unterkunft für die Kanzleien der Gutsverwaltung. Nach Gründung der Tschechoslowakei 1918 wurden Schloß und Gut Schwarzkosteletz den Liechtenstein in einer Bodenreform enteignet und gingen in staatlichen Besitz über. Heute beherbergt das Schloss Schwarzkosteletz Einrichtungen der Forstwirtschaftlichen Fakultät der Tschechischen Agraruniversität Prag.